# Mieczysław Jerzy Gamski

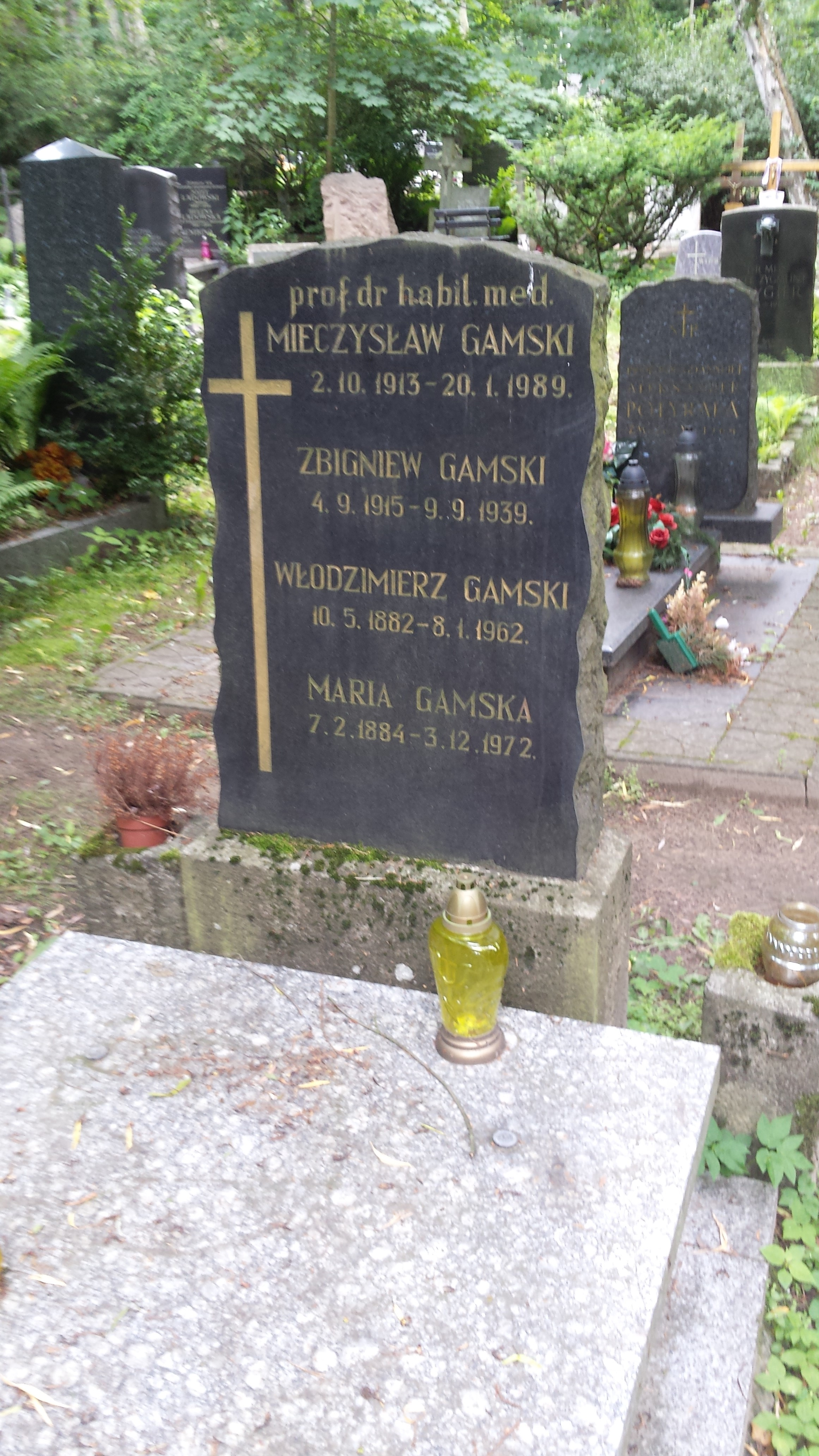
Grób profesora Mieczysława Gamskiego na cmentarzu Srebrzysko w Gdańsku

Mieczysław Jerzy Gamski (ur. 2 października 1913 w Skołoszowie, zm. 20 stycznia 1989 w Gdańsku) – polski lekarz, profesor Akademii Medycznej w Lublinie i Akademii Medycznej w Gdańsku.

## Życiorys
Był synem Włodzimierza, urzędnika kolejowego, i Marii z Kapeckich, nauczycielki. Po ukończeniu gimnazjum klasycznego w Chyrowie, rozpoczął studia lekarskie na Uniwersytecie Jana Kazimierza we Lwowie, gdzie w 1937 uzyskał dyplom lekarza. Bezpośrednio po ukończeniu studiów rozpoczął pracę jako asystent w Klinice Chorób Wewnętrznych Uniwersytetu Jana Kazimierza kierowanej przez Romana Renckiego. Od września 1938 rozpoczął służbę wojskową w Centrum Wyszkolenia Sanitarnego, podczas której zaprzyjaźnił się ze Stefanem Kryńskim.
W 1939 uzyskał stopień naukowy doktora na podstawie obrony dysertacji doktorskiej Zachowanie się wychylenia przedsionkowego w elektrokardiogramie ludzi zdrowych i ze schorzeniami narządu krążenia w spoczynku i po próbie pracy.
Po II wojnie światowej pracował we Wrocławiu najpierw jako starszy asystent, a następnie adiunkt w II Klinice Chorób Wewnętrznych Akademii Medycznej kierowanej przez Antoniego Falkiewicza. W 1951 na podstawie rozprawy habilitacyjnej Kliniczne opracowanie zespołu przedwzgórzowego i nadcieplności wegetacyjnej otrzymał veniam legendi. W 1953 został przeniesiony do Lublina, gdzie do 1957 był kierownikiem I Kliniki Chorób Wewnętrznych Wydziału Lekarskiego Akademii Medycznej. W tym czasie głównym obszarem jego zainteresowań były badania nad schorzeniami kardiologicznymi, a przede wszystkim nad nadciśnieniem tętniczym i nerwicami układu krążenia, a także badania kliniczne nad wartością pierwszego polskiego leku regulującego czynności podwzgórza. Lek ten pod nazwą Ipronal powstał we współpracy z Instytutem Immunologii i Terapii Doświadczalnej im. prof. Ludwika Hirszfelda we Wrocławiu. 
Główną dziedziną zainteresowań naukowych i leczniczych profesora Gamskiego była kardiologia. Do najważniejszych jego osiągnięć należy zaliczyć: wyjaśnienie patogenezy zmian EKG w nadczynności tarczycy, analizę zmian EKG u ludzi z nerwicą, wartość próby gynergenowej w elektrokardiogramie oraz model wektokardiografu. Godne uwagi są oryginalne prace dotyczące możliwości leczenia Ipronalem nerwic i wczesnych okresów nadciśnienia tętniczego, a także pierwsze w Polsce badania nad autoalergią w chorobach serca. 
W 1957 został przeniesiony do Gdańska na stanowisko kierownika III Kliniki Chorób Wewnętrznych Akademii Medycznej. Za jedno z największych osiągnięć należy uznać wprowadzenie i rozpowszechnienie elektrostymulacji serca. Jako pierwszy zapoczątkował też rehabilitację kardiologiczną chorych z nerwicami krążenia. Wyniki swoich badań naukowych opublikował w 120 pracach. Był aktywnym członkiem wielu towarzystw naukowych, licznych komisji i komitetów Polskiej Akademii Nauk. Był także wieloletnim członkiem Zarządu Głównego Polskiego Towarzystwa Kardiologicznego, a od 1986 honorowym członkiem. Był promotorem 25 doktoratów i opiekunem kilku przewodów habilitacyjnych. Autor prac związanych z patogenezą podwzgórza, nerwic wegetatywnych, nadcieplności wegetatywnej, był jednocześnie lekarzem-etykiem, humanistą i poetą. Mąż malarki Anny Staniszewskiej.
Przeszedł na emeryturę w 1984, zmarł na skutek zatrucia czadem w 1989. Pochowany na gdańskim cmentarzu Srebrzysko (rejon IX, kwatera profesorów).